# Calliuncus vulsus
Calliuncus vulsus is een hooiwagen uit de familie Triaenonychidae. De wetenschappelijke naam van Calliuncus vulsus gaat terug op Hickman.